# 陰昌庚
陰昌庚（？—？），字乙垣，號蓮舫，山西夏縣人，清朝政治人物，同進士出身。

## 生平
陰昌庚為道光二十年（1840年）庚子科舉人。道光二十七年（1847年）登丁未科進士，與張之萬、李鴻章、沈葆楨等同榜。歷任江蘇溧阳、金山等縣知縣，頗有政績。後接受委任巡視盤門，遇賊兵襲擊，左腿受傷而死。朝廷照例撫恤。著有《燕翼堂詩稿》。光緒《夏縣志》有傳。